# Henning May

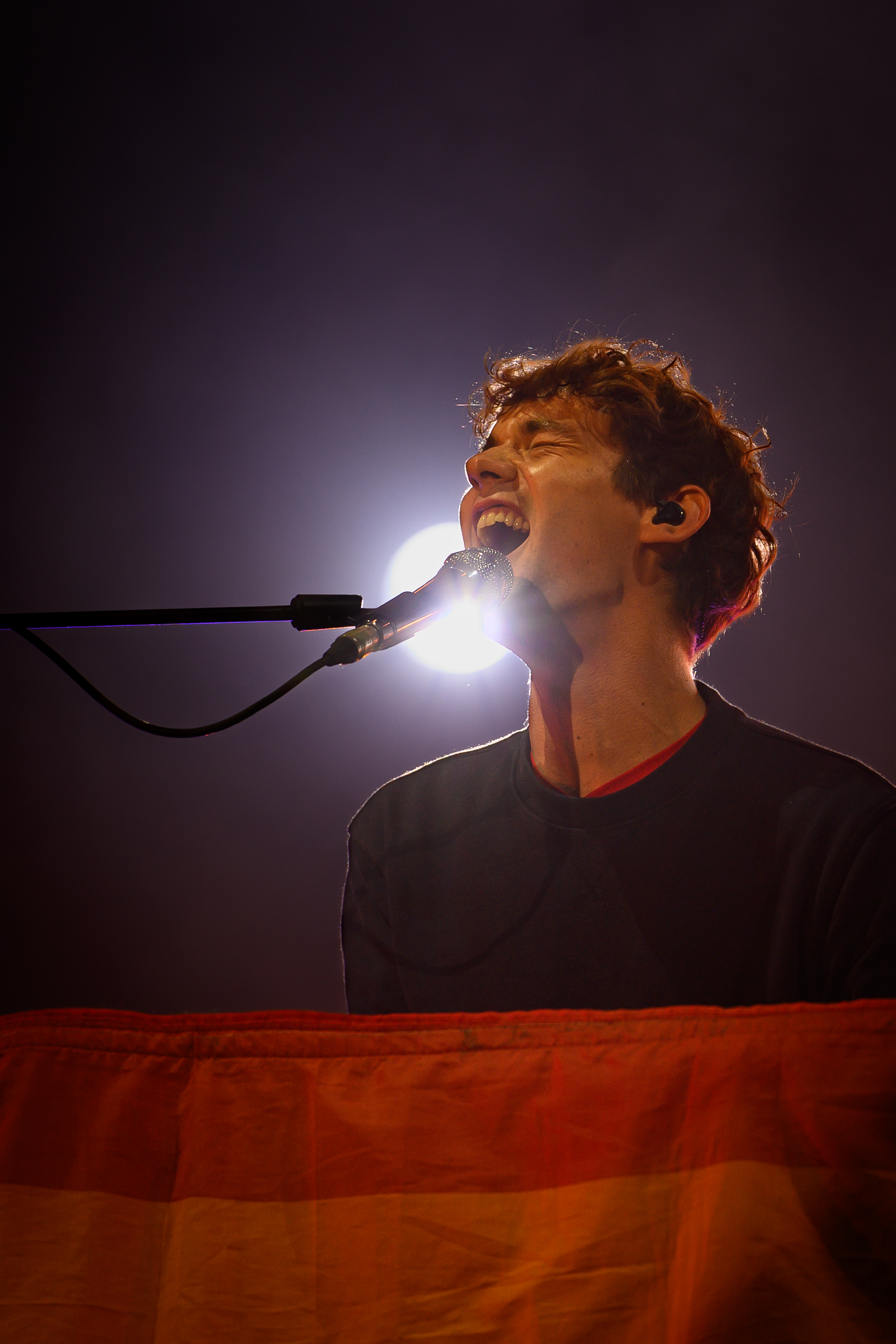
Henning May auf dem Southside Festival 2025

Henning May (* 13. Januar 1992 als Henning Gemke in Köln) ist ein deutscher Musiker. Er ist Sänger und Frontmann der Band AnnenMayKantereit.

## Leben
Henning May wurde 1992 in Köln geboren und wuchs zusammen mit seinem Bruder bei seinem Vater auf. Sein Vater stammt aus Bremen, die Familie seiner Mutter aus einer Kleinstadt im Sauerland. Sie verließ die Familie, als er noch sehr jung war. Während seiner Schulzeit am Schiller-Gymnasium in Köln-Sülz nahm er dort ebenso wie seine Bandkollegen Christopher Annen und Severin Kantereit an dem Schulprogramm Schiller musiziert teil. Nach seinem Abitur 2011 gründete er zusammen mit Christopher Annen und Severin Kantereit die nach ihnen benannte Band AnnenMayKantereit. Markenzeichen der Gruppe ist Mays markante, raue Stimme.
Der Durchbruch gelang der Band mit dem Album Alles nix Konkretes, das über Vertigo Berlin erschien und den ersten Platz der deutschen Charts sowie eine Dreifach-Goldauszeichnung erreichte. 2015 erschien ein Gastbeitrag von Henning May auf Hurra die Welt geht unter, dem Titeltrack des gleichnamigen Albums von K.I.Z. Die Singleauskopplung erreichte Platz 31 der deutschen Charts. 2019 veröffentlichte May den Song Vermissen mit der Rapperin Juju. Damit hatte er seinen ersten Nummer-eins-Singlehit in Deutschland und erhielt in der Kategorie Beste Single die 1-Live-Krone. 2017 nahm er als Sprecher an einem Hörspielprojekt für Kinder teil: Drachenreiter 3 – Die Vulkan-Mission. Im Februar 2020 erschien das Hörbuch Die drei ??? und der seltsame Wecker, das komplett von May gelesen wurde.
Neben seiner Tätigkeit als Sänger engagiert er sich politisch und sozial. Dabei unterstützt er unter anderem die Bewegung Fridays for Future und ist Mitglied von Bündnis 90/Die Grünen, bei deren Jubiläumsfeier er auch 2020 in Berlin auftrat. Im Dezember 2024, im Vorfeld der Bundestagswahl 2025, spendete May 95.000 Euro an die Partei.
Im November 2022 äußerte er sich im Podcast Talk-O-Mat mit der Schlagersängerin Vanessa Mai erstmals öffentlich zu seinem Künstlernamen. Da seine Eltern unverheiratet waren, erhielt er nach seiner Geburt den Familiennamen seiner Mutter. Wegen der engen Beziehung zu seinem Vater wählte er als Künstlernamen dessen Familiennamen May. May lebt seit einigen Jahren ebenso wie sein Bandkollege Kantereit in Berlin.

## Diskografie

### Singles
| Jahr | Titel Album                                       | Höchstplatzierung, Gesamtwochen, AuszeichnungChartplatzierungen (Jahr, Titel, Album, Platzierungen, Wochen, Auszeichnungen, Anmerkungen) | Höchstplatzierung, Gesamtwochen, AuszeichnungChartplatzierungen (Jahr, Titel, Album, Platzierungen, Wochen, Auszeichnungen, Anmerkungen) | Höchstplatzierung, Gesamtwochen, AuszeichnungChartplatzierungen (Jahr, Titel, Album, Platzierungen, Wochen, Auszeichnungen, Anmerkungen) | Anmerkungen                                                                     |
| Jahr | Titel Album                                       | DE | AT | CH | Anmerkungen                                                                     |
| ---- | ------------------------------------------------- | --- | --- | --- | ------------------------------------------------------------------------------- |
| 2015 | Hurra die Welt geht unter                         | DE31 ×3Dreifachgold · (25 Wo.)DE | — | — | Erstveröffentlichung: 3. Juli 2015 K.I.Z feat. Henning May; Verkäufe: + 600.000 |
| 2019 | Vermissen Bling Bling                             | DE1 Diamant · (59 Wo.)DE | AT2 ×3Dreifachplatin · (40 Wo.)AT | CH13 ×3Dreifachplatin · (16 Wo.)CH | Erstveröffentlichung: 3. Mai 2019 Juju feat. Henning May; Verkäufe: + 1.150.000 |
| 2023 | Der Rest meines Lebens (Live aus der Wuhlheide) – | — | — | — | Erstveröffentlichung: 4. Mai 2023 Kummer feat. Henning May                      |
| 2024 | 7 leere Zimmer –                                  | DE12 (3 Wo.)DE | AT35 (1 Wo.)AT | CH79 (1 Wo.)CH | Erstveröffentlichung: 10. Oktober 2024 Ufo361 feat. Henning May                 |

## Auszeichnungen für Musikverkäufe
Anmerkung: Auszeichnungen in Ländern aus den Charttabellen bzw. Chartboxen sind in ebendiesen zu finden.
| Land/RegionAuszeichnungen für Musikverkäufe (Land/Region, Auszeichnungen, Verkäufe, Quellen) | Gold  | Platin     | Diamant  | Verkäufe  | Quellen           |
| -------------------------------------------------------------------------------------------- | ----- | ---------- | -------- | --------- | ----------------- |
| Deutschland (BVMI)                                                                           | Gold1 | Platin1    | Diamant1 | 1.600.000 | musikindustrie.de |
| Österreich (IFPI)                                                                            | —     | 3× Platin3 | —        | 90.000    | ifpi.at           |
| Schweiz (IFPI)                                                                               | —     | 3× Platin3 | —        | 60.000    | hitparade.ch      |
| Insgesamt                                                                                    | Gold1 | 7× Platin7 | Diamant1 |           |                   |

## Auszeichnungen
1 Live Krone
- 2019: „Beste Single“ für Vermissen (mit Juju)[23]

Hiphop.de Awards
- 2015: „Bester Song National“ für Hurra die Welt geht unter (mit K.I.Z)[24]
- 2019: „Bester Song National“ für Vermissen (mit Juju)[25]